# Diocesi di Lamsorti
La diocesi di Lamsorti (in latino: Dioecesis Lamsortensis) è una sede soppressa e sede titolare della Chiesa cattolica.

## Storia
Lamsorti, identificabile con Henchir-Mâfouna nell'odierna Algeria, è un'antica sede episcopale della provincia romana di Numidia.
Nel sito archeologico sono stati riportati alla luce i resti di una basilica con abside e una memoria martyrum.
Sono documentati tre vescovi di Lamsorti. Il donatista Antoniano prese parte alla conferenza di Cartagine del 411, che vide riuniti assieme i vescovi cattolici e donatisti dell'Africa romana; la sede in quell'occasione non aveva vescovi cattolici.
Il nome del vescovo Felice si trova al 23º posto nella lista dei vescovi della Numidia convocati a Cartagine dal re vandalo Unerico nel 484; Felice, come tutti gli altri vescovi cattolici africani, fu condannato all'esilio.
Infine il vescovo Fiorenzo sottoscrisse al 16º posto gli atti della prima seduta (5 febbraio) del concilio riunito a Cartagine nel 525 dal primate Bonifacio con il permesso del re vandalo Ilderico.
Dal 1933 Lamsorti è annoverata tra le sedi vescovili titolari della Chiesa cattolica; dal 25 gennaio 2023 il vescovo titolare è Denilson Geraldo, S.A.C., vescovo ausiliare di Brasilia.

## Cronotassi

### Vescovi residenti
- Antoniano † (menzionato nel 411) (vescovo donatista)

- Felice † (menzionato nel 484)
- Fiorenzo † (menzionato nel 525)

### Vescovi titolari
- Ambrose Valerian Hayden † (20 aprile 1967 - 1968 dimesso) (vescovo eletto)

- Michael George Bowen † (18 maggio 1970 - 14 marzo 1971 succeduto vescovo di Arundel e Brighton)
- Jacques Berthelet, C.S.V. † (19 dicembre 1986 - 27 dicembre 1996 nominato vescovo di Saint-Jean-Longueuil)
- Pedro Nicolás Bermúdez Villamizar, C.I.M. † (15 febbraio 1997 - 27 ottobre 2022 deceduto)
- Denilson Geraldo, S.A.C., dal 25 gennaio 2023